# 褚集镇
褚集乡，是中华人民共和国安徽省蚌埠市怀远县下辖的一个乡镇级行政单位。

## 行政区划
褚集乡下辖以下地区：
褚集村、陶圩村、顺河村、张娄村、叶刘村、龙徐村、洄西村、洄中村、洄东村、尤家村、赵庄村、三湖村、池庙村、项集村和宫油坊村。